# 哈茨费尔德
哈茨费尔德是德国黑森州的一个市镇。总面积58.51平方公里，总人口3164人，其中男性1627人，女性1537人（2011年12月31日），人口密度54人/平方公里。